# لوبلین
لوبلین () (به لهستانی: Lublin) (به اوکراینی: Люблін) مرکز استان لوبلین و نهمین شهر بزرگ لهستان است. جمعیت این شهر در ژوئن سال ۲۰۰۹ بالغ بر ۳۵۰٬۳۹۲ نفر بوده‌است.
لوبلین بزرگ‌ترین شهر لهستان در شرق رودخانهٔ ویستولا به‌شمار می‌رود. این شهر نامزد عنوان پایتخت فرهنگی اروپا در سال ۲۰۱۶ شده‌است.